# Zemětřesení na Nové Guineji 2018
Zemětřesení na Nové Guineji se odehrálo v noci 26. února 2018 místního času na Nové Guineji, přesněji na území Papuy Nové Guineje. Se sílou 7,5 jde o jedno z nejsilnějších zemětřesení v roce 2018 a o 2. nejsmrtelnější. Na Nové Guineji se jedná o nejsmrtelnější zemětřesení od roku 1998.
Zemětřesení způsobilo sesuvy půdy, rozsáhlé výpadky proudu a zničilo domy více než 7000 obyvatel. Zemřelo při něm asi 160 lidí, z nichž 13 je hlášeno z města Mendi a další z oblastí poblíž epicentra, které jsou obydleny vesničany a nejméně 500 dalších utrpělo zranění.
Silný dotřes o síle 6,2 se odehrál den po hlavním otřesu. Při jednom z dotřesů 4. března došlo k sesuvu půdy, při kterém zemřelo 11 lidí. 6. března došlo k nejsilnějšímu dotřesu o síle 6,7. Tento otřes vyvolal další sesuvy půdy, které si vyžádaly 25 mrtvých.